# Vozačka dozvola
Vozačka dozvola je javna isprava koju je izdalo nadležno državno tijelo (u Hrvatskoj je to MUP) i kojom se dokazuje pravo upravljanja određenim kategorijama ili vrstama vozila.
Razlikujemo još:
- međunarodnu vozačku dozvolu - javna isprava koju izdaje ovlaštena stručna organizacija na temelju nacionalne vozačke dozvole te države,
- inozemna vozačka dozvola - vozačka dozvola i međunarodna vozačka dozvola koju je izdalo nadležno tijelo strane države

Reguliranje dobivanja vozačke dozvole je važno zbog sigurnosti prometa na cestama. Radi dobivanja dozvole sprovodi se osposobljavanje kandidata za vozače, polaganje vozačkog ispita i regulira uvjete za stjecanje prava na upravljanje vozilima.